# Гант, Борис Николаевич
Бори́с Никола́евич Гант (7 марта 1938, Луганск, Украинская ССР, СССР) — советский и российский деятель машиностроения. Заместитель главного инженера, главный инженер Производственного объединения «Марийский машиностроитель» (1976―2002). Заслуженный деятель науки и техники Марийской АССР (1978). Член КПСС с 1985 года.

## Биография
Родился 7 марта 1938 года в г. Луганске Украинской ССР.
В 1963 году окончил Ленинградский механический институт по специальности «Инженер-электромеханик».
В 1964 году направлен на Марийский машиностроительный завод: мастер, начальник лаборатории, цеха, заместитель главного технолога. В 1976—1990 годах — заместитель главного инженера, в 1990—2002 годах — главный инженер Производственного объединения «Марийский машиностроитель».
В 1978 году за вклад в развитие машиностроения ему присвоено почётное звание «Заслуженный деятель науки и техники Марийской АССР». Награждён орденами «Знак Почёта», Дружбы и медалями.

## Трудовые звания и награды
- Заслуженный деятель науки и техники Марийской АССР (1978)[1]
- Орден «Знак Почёта» (1971)[1]
- Орден Дружбы (25.09.1998)[1] — за заслуги перед государством, многолетний добросовестный труд и большой вклад в укрепление дружбы и сотрудничества между народами[2][3]